# Colegio Comunitario del Estado de Columbia
El Colegio Comunitario del Estado de Columbia (en inglés: Columbia State Community College) es un colegio comunitario público en Columbia, Tennessee . Fundada en 1966, presta servicios a nueve condados en el sur de Middle Tennessee a través de cinco campus. Está acreditado por la Comisión de Colegios de la Asociación Sureña de Colegios y Escuelas para otorgar títulos de Asociado en Artes, Asociado en Ciencias, Asociado en Ciencias en Enseñanza, Asociado en Bellas Artes y Asociado en Ciencias Aplicadas, y certificados técnicos.

## Programas académicos
El estado de Columbia otorga títulos de Asociado en Artes, Asociado en Ciencias, Asociado en Ciencias en Enseñanza, Asociado en Bellas Artes y Asociado en Ciencias Aplicadas, y certificados técnicos.
La facultad está organizada en las siguientes divisiones académicas: Ciencias de la Salud; Humanidades y Ciencias Sociales; y Ciencia, Tecnología y Matemáticas. La universidad ofrece más de 70 programas de estudio.

## Transferencias a universidades
Los estudiantes que ingresan a un colegio comunitario en Tennessee que seleccionan una especialización dentro de Tennessee Transfer Pathways completan los cursos requeridos y obtienen un título de asociado pueden hacer la transición sin problemas como junior a cualquier universidad pública de Tennessee, o en los colegios y universidades independientes de Tennessee participantes. Todas las horas de crédito obtenidas se aplicarán a una licenciatura en la misma disciplina.
Columbia State tiene asociaciones con universidades del área para ofrecer programas de licenciatura y maestría en un campus de Columbia State. Las escuelas y programas que se ofrecen son:
- Universidad Estatal del Medio Tennessee
  - Licenciatura en Agronegocios
  - Licenciatura en Estudios Interdisciplinarios (K-6)
  - Maestría en Educación
  - Especialista en Educación, Ed.S.
- Universidad Tecnológica de Tennessee
  - Licenciatura en Estudios Interdisciplinarios

## Estudiantes y profesores
La edad promedio de los estudiantes es de 22,4 años. En el otoño de 2018, el 60 % de los estudiantes eran mujeres. El número de estudiantes matriculados en el otoño de 2018 fue de 6221. La universidad emplea a más de 520 personas, que consta de 362 miembros de la facultad.

### Demografía
- 81% caucásico
- 7% afroamericano
- 6% hispano
- 2% asiático-americano o isleño del Pacífico
- 0,09% nativo americano

## Deportes, clubes y tradiciones
La escuela es miembro de la TCCAA y de la National Junior College Athletic Association (NJCAA) y cuenta con equipos de béisbol, softbol, fútbol femenino y baloncesto masculino y femenino en competencias interuniversitarias. Se ofrecen becas para esos deportes.
El equipo de baloncesto masculino ganó el campeonato TCCAA de 2015 y ha competido en el Torneo Nacional de Baloncesto Masculino de la NJCAA de 2012, 2014 y 2015. El equipo de béisbol fue nombrado campeón de la TCCAA de 2012, campeón de la Región VII de la NJCAA de 2011 y 2013 y ha competido en la Serie Mundial de Béisbol Universitario Junior de la NJCAA 13 veces, la más reciente en 2014. El estado de Columbia también ofrece deportes intramuros como baloncesto, flag football, ultimate frisbee y más.
El estado de Columbia tiene una variedad de grupos de estudiantes que incluyen la Asociación de Gobierno Estudiantil, la Sociedad de Liderazgo del Presidente, la Organización de Radiógrafos de Estudiantes de Cargador, la Asociación de Técnicos Veterinarios de América del Norte, Phi Theta Kappa, Equipo de Atención Respiratoria, Sigma Kappa Delta, Asociación de Estudiantes de Enfermería, el Club STEM, estudio en el extranjero, y más.